# 競馬の天才!
『競馬の天才!』（けいばのてんさい!）とは、メディアボーイが発行する日本の競馬雑誌。2018年10月12日創刊。

## 概要
これまで『競馬最強の法則』を編集していた、当時同雑誌の編集長であった岩神光一以下のスタッフが、KKベストセラーズからメディアボーイに移籍して立ち上げた競馬雑誌として発行を開始した。ただし、『競馬最強の法則』は編集者をほぼ総入れ替えと紙面内容を大幅に変更した上で、事実上の分裂状態となった状態で刊行を続行していたが、翌2019年に本雑誌との競合に敗れる形で休刊した。
本雑誌は分裂前の『競馬最強の法則』の紙面をほぼ踏襲しているが、劇団4ドル50セントの福島雪菜によるコーナー「福島雪菜の競馬のお勉強」などを新設するなど、部分的ではあるが新しい試みもなされていたが、現在はこのコーナーは終了している。
その他、日本国内限定ではあるが、各コンビニストアでのマルチコピー機で「競馬の天才!新聞」を発行している。
『競馬最強の法則』別冊として刊行されていた『最強のPOG青本』も、2019年より発行元を移し『天才!のPOG青本』と題名を改め、2025年現在も発行を継続している。